# 柳内達雄

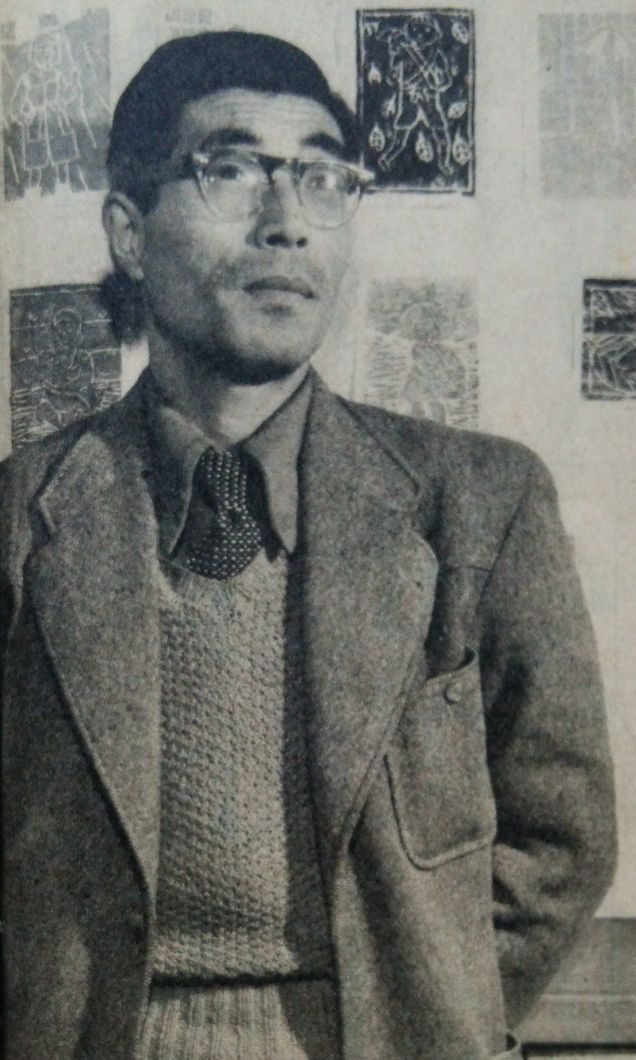
1953年の柳内達雄

柳内 達雄（やなうち たつお、1911年9月9日 - 1978年6月23日）は、日本の教育・児童文化評論家。

## 来歴
東京神田生まれ。東京府青山師範学校（現・東京学芸大学）卒。小学校教師として作文（綴方）教育に熱心で、日本作文の会常任委員。
東京都世田谷区立代沢国民学校（現・世田谷区立代沢小学校）に勤務していた1944年、集団疎開先（浅間温泉）で受け持った学童に鉛筆部隊の名称を与え、家族や戦地の兵士への手紙を書くことを奨励した。その後、近くの松本飛行場にいた特別攻撃隊員と学童の間で交流があり、その事績が後にきむらけんの著書『鉛筆部隊と特攻隊－もう一つの戦史－』（彩流社、2012年）で紹介された。戦後の1946年に、藤田圭雄らとともに児童雑誌「赤とんぼ」を実業之日本社から刊行し、良心的児童雑誌として評価された。ケストナー『飛ぶ教室』の翻訳や、竹山道雄『ビルマの竪琴』、新美南吉の遺稿などは「赤とんぼ」に掲載された。
小学校の教え子だった和田誠は、教科書をあまり使わず「赤とんぼ」や石井桃子訳の『くまのプーさん』を教材に使用するユニークな先生だったと述懐している。
1958年『私たちの詩と作文』で産経児童出版文化賞受賞。

## 著書
- 私たちのクラブ活動 1 文芸 三十書房 1955
- 文字とことばの教室 2年生  三十書房 1955
- みんなでやろう私たちの詩と作文  国土社 1957 (みつばち文庫)
- ことばの本 学習研究社 1957.7 (二年の学習文庫 6 国語編)
- 作文指導の技術 牧書店 1959
- 詩と作文の教室 2年生  三十書房 1962
- 詩と作文 国土社 1964 (みつばちぶっくす)
- 文字とことばの力をのばす 2年生 盛光社 1966.7
- 作文と詩の力をのばす 1-2年生 盛光社 1966.6
- 作文がすきになる本 1・2-5・6年生 あかね書房 1972-75 (あかね学習文庫)
- 花 詩と作文の指導 あかね書房 1979.6

## 共編著
- 小学生教室事典 滑川道夫共編 牧書店 1951
- よい文の書きかた 私たちの文集 佐藤茂共著 牧書店 1952 (学校図書館文庫)
- 作文の時間 指導の実際 牧書店 1953
- 私たちの学習生活事典 牧書店 1956
- 楽しい行事学校生活百選 小峰書店 1965 (教材百選シリーズ)
- 二ねん生・文章の書きかた 小学生・文章読本 倉沢栄吉,滑川道夫共編 あすなろ書房 1977.7

## 参考
- 日本近代文学大辞典